# فرودگاه استیجاری چارلستون
فرودگاه چارلستون ایگزکیتیو (به انگلیسی: Charleston Executive Airport) یک فرودگاه همگانی بهره‌برداری هوایی است که یک باند فرود بتن دارد و طول باند آن ۱۵۲۴ متر است. این فرودگاه در شهر چارلستون، کارولینای جنوبی کشور ایالات متحده آمریکا قرار دارد و در ارتفاع ۵ متری از سطح دریا واقع شده‌است.